# Slobodan Despot
Slobodan Despot (n. 24 iulie 1967, Sremska Mitrovica, Voivodina, fosta Iugoslavie, în prezent în Serbia) este un editor și scriitor elvețian de origine sârbă.
El este co-fondator și director al editurii Xenia  din Sion.

## Biografie
Slobodan Despot este primul copil al unei familii mixte sârbo-bosniace. Familia de pe latura paternă era originară din Krajina (Croația de azi) și după ce a căzut victimă persecuțiilor ustașilor și-a găsit refugiu în timpul celui de-al Doilea Război Mondial la Sremska Mitrovica, în Serbia. Familia de pe latura maternă, originară din Bosnia vestică, s-a regăsit acolo și după război. 
În 1973 părinții lui s-au stabilit în Elveția. Încă din copilărie, Slobodan Despot a manifestat un talent profund pentru limbile străine și o fascinație pentru istoria antică, fiind inspirat, probabil, de locul său de naștere (Sirmium, capitala temporară a Imperiului Roman). După studii la colegiul Abației St. Maurice, el a început să studieze literatura la Universitatea din Lausanne. Își va abandona studiile pe parcurs pentru a se dedica în întregime activității de traducător și de editor.
El s-a căsătorit cu Fabienne Despot, fostul președinte al secțiunii cantonale Vaud a Uniunii democratice de centru.

## Traducător
În 1989, Vladimir Dimitrijević, directorul editurii L'Âge d'Homme, i-a propus să traducă Le Temps du Mal, o vastă trilogie romanescă a scriitorului sârb Dobrica Ćosić. El va începe atunci o serie de traduceri pentru editura L'Âge d'Homme. Va traduce în principal din sârbo-croată (Ćosić, Crnjanski, Kapor), dar și ocazional din limbile anglo-saxone, italiană și rusă. El a tradus, în special, celebrul eseu Marea ruptură al lui Alexandre Zinoviev. Prieten și confident al marelui opozant sovietic, el va rămâne marcat de filozofia independentă și lucidă a acestuia. Traducerea lui a Plângerii pentru Belgrad, lungul poem elegiac al lui Miloš Crnjanski, i-a adus cel mai înalt premiu iugoslav pentru traducere de poezie.

## Editor
Slobodan Despot a lucrat peste cincisprezece ani pentru L’Âge d’Homme. Acolo, el a organizat un atelier de lucru, a creat o colecție și apoi s-a dedicat coordonării traducerilor din limbi străine. În anii 1990, a fondat împreună cu Vladimir Dimitrijević Institutul sârb de la Lausanne, conducând revista Raison garder. Răspunzând propagandei masive referitoare la implicarea occidentală în războiul civil iugoslav, Raison garder va fi pentru mai mulți ani una dintre singurele surse de informații disonante în limba franceză.
În 2002-2003, ca urmare a accidentului suferit de către directorul editurii L’Âge d’Homme, el va conduce temporar compania. A părăsit L’Âge d’Homme în 2004 și a fondat editura Xenia în 2005, împreună cu Claude Laporte. Editura Xenia a fost activă din primăvara anului 2006, având ca motto: Îndrăznește să citești ceea ce noi am îndrăznit să publicăm, și s-a dedicat descoperirii și promovării „verigilor lipsă” ale editurilor francofone. Apărător necondiționat al libertății de exprimare, Despot va publica în premieră mondială operele complete în limba engleză Arhivat în 4 martie 2016, la Wayback Machine. și în traducere franceză Arhivat în 17 septembrie 2016, la Wayback Machine. ale lui Theodore J. Kaczynski, alias Unabomber, gânditor anti-industrialist radical, primul eco-terorist și „inamicul public nr. 1” în Statele Unite ale Americii. Editura Xenia va oferi, de asemenea, mărturii cu privire la situațiile umane extreme: bărcile cu refugiați, sinuciderea, terorismul, precum și studii pe subiecte sensibile, cum ar fi cele referitoare la geopolitica terorismului sau a afacerilor.

## Jurnalist
Slobodan Despot a condus încă din perioada studiilor universitare revista studențească Ergo, dobândind o pasiune pentru jurnalismul polemic. În paralel cu activitatea sa de editor, el va colabora la o serie de ziare și reviste din Elveția, Franța și Serbia. În anii 2004-2005, el a fost purtător de cuvânt al ecologistului elvețian Franz Weber în cadrul Fundației omonime pe care o înființase la Clarens și editor al Journal Franz Weber, la care va continua să contribuie ocazional. Începând din 2007, el este un cronicar obișnuit la Nouvelliste Arhivat în 16 octombrie 2015, la Wayback Machine. valaisan.

## Autor
Abordând o formă scurtă și incisivă, Slobodan Despot a publicat numeroase note și eseuri scurte cu diverse titluri, pe care le adună periodic în volum (Balles perdues, Despotica). Din expedițiile și meditațiile sale alpine, a publicat în 2009 o carte de călătorii spirituale, Valais mistique Arhivat în 22 aprilie 2016, la Wayback Machine., care a avut parte de o primire călduroasă. Jean Raspail, în special, a realizat o recenzie entuziastă, care va apărea în prefața la cea de-a doua ediție. 
Prieten de mult timp al politicianului, poetului și scriitorului elvețian Oskar Freysinger, i-a dedicat, pentru edițiile Favre, o biografie personală care include, printre altele, o confruntare de opinii cu privire la problema Islamului.
El este co-autor al unei cărți replică la cartea lui Paul Garde, Vie et mort de la Yougoslavie, publicată în 1992.
În 2014 a apărut în colecția Blanche a editurii Gallimard primul său roman, Le miel.

## Fotograf
De la vârsta de 16 ani, Slobodan Despot ține un jurnal fotografic, pe care îl numește photobiographie. Constituit inițial din filme alb-negru, acest jurnal este digital din 2005. Ca urmare a activității sale de redactor, Slobodan Despot a fotografiat mai mulți autori, mai ales Georges Haldas, ilustrând cu fotografii Légende de Genève. Douze portraits de Georges Haldas fac parte din colecțiile Muzeului Voltaire din Geneva. Pentru cartea sa Valais mystique, el a adunat o mare colecție de fotografii din Valais. În 2010, el a publicat i-mages Arhivat în 4 martie 2016, la Wayback Machine., o colecție de fotografii de pe iPhone și retușate cu aplicații mobile, pe care Oskar Freysinger le-a completat cu epigrame.

## Idei
Slobodan Despot susține o concepție despre om și societate bazată pe înrădăcinare și pe autonomia indivizilor și comunităților. Adversar al conformismului, el este unul dintre puținii care combat abordarea corectitudinii politice de toate felurile, atât de stânga, cât și de dreapta. Creștin, botezat ortodox la vârsta de 21 de ani, el nu susține nici un partid politic, dar se declară apropiat de ideile libertariene și sceptice cu privire la capitalismul globalizat și la dezvoltarea industrială. El subliniază frecvent influența exercitată asupra propriilor sale idei de unii autori pe care i-a tradus sau publicat, cum ar fi Karl Hess, Eric Werner, C. S. Lewis sau Alexandre Zinoviev.
În prefața pe care a scris-o la cartea sa Despotica, sociologul Michel Maffesoli definește sursa de inspirație esențială care, potrivit lui, îl ghidează pe autor: „Înrădăcinarea devine dinamică. Revenirea unei ordini concrete. Adică a unei ordini sociale care crește împreună cu ordinea naturală: cea a teritoriilor reale sau simbolice ce țin loc de adevăratele „fundații””.

## Opere
- împreună cu Pavie Ivic, Nikola Samardzic, Anne Yelen et Pierre Maurer, De l'imprécision à la falsification : Analyses de Vie et mort de la Yougoslavie de Paul Garde aux éditions L'Âge d'Homme et Institut serbe de Lausanne, 18 noiembrie 1992 (ISBN  2-82510355-1).
- Slobodan Despot, La Signification du Kosovo dans l’histoire du peuple serbe, Lausanne, éd. L'Âge d’homme, coll. « Atlantide-Europe » (no 1), 1999, 22 p., 21 cm (ISBN 2-8251-1192-9, notice BnF no FRBNF37168497).
- Slobodan Despot, Balles perdues : interventions, 1990-2002, Lausanne, éd. L'Âge d’homme, coll. « Mobiles. Essais », 24 mai 2002, 119 p., 21 cm (ISBN 2-8251-1674-2, notice BnF no FRBNF38899525).
- Slobodan Despot (textes et photographies) (préf. Jean-François Fournier et Jean Raspail), Valais mystique, Vevey, éd. Xenia, 3 novembre 2009, 112 p., 23 cm (ISBN 978-2-88892-070-0).
- Slobodan Despot (textes et photographies) (préf. Jean-François Fournier et Jean Raspail), Valais mystique, Vevey, éd. Xenia, janvier 2014 (ISBN 978-2-88892-162-2).
- Slobodan Despot, Oskar et les Minarets, Lausanne et Paris, éd. Favre, 2010, 187 p., 24 cm (notice BnF no FRBNF42472349).
- Slobodan Despot (préf. Michel Maffesoli), Despotica : Modes d'emploi, Vevey, éd. Xenia, coll. « Franchises », octobre 2010, 174 p., 20 cm (ISBN 978-2-88892-100-4, notice BnF no FRBNF42295240).
- Slobodan Despot (« iPhonages ») et Oskar Freysinger (poèmes) (préf. Pierre Toutain-Dorbec), i-Mages, Vevey, éd. Xenia, 18 février 2011, 123 p., 15 cm (ISBN 978-2-88892-118-9, notice BnF no FRBNF42373288).
- Slobodan Despot (préf. Bernie Constantin), Nouvelleaks : les chroniques du nouvelliste : 2010-2013, Sion, éd. Xenia, 25 août 2014, 141 p., 20 cm (ISBN 978-2-88892-172-1, notice BnF no FRBNF43882648).
- Slobodan Despot, Le Miel : roman, Paris, éd. Gallimard, coll. « Blanche », 2 janvier 2014, 126 p., 21 cm (ISBN 978-2-07-014284-2).